# Laetitia Berthier-Four
Laetitia Berthier-Four (15 dicembre 1977) è un'ex astista burundese.

## Biografia
Nata in Francia, Berthier-Four si dedica all'atletica leggera dopo aver praticato in giovane età la ginnastica. Ha deciso di rappresentare il paese paterno africano nelle competizioni internazionali, debuttando con il Burundi nel 2006 ai Campionati africani di Mauritius.
Ha preso parte principalmente a competizioni del continente africano, vincendo una medaglia di bronzo in Etiopia nell'edizione successiva dei Campionati africani e una d'argento in Kenya nel 2010. In quest'ultimo anno di attività, Berthier-Four ha preso parte alla Coppa continentale in Croazia, arrivando settima.

## Record nazionali
- Salto con l'asta: 3,70 m ( Feyzin, 29 giugno 2007)
- Salto con l'asta indoor: 3,71 m ( Épinal, 9 febbraio 2008)

## Palmarès
| Anno | Manifestazione           | Sede        | Evento           | Risultato | Prestazione | Note |
| ---- | ------------------------ | ----------- | ---------------- | --------- | ----------- | ---- |
| 2006 | Campionati africani      | Bambous     | Salto con l'asta | 5ª        | 3,20 m      |      |
| 2008 | Campionati africani      | Addis Abeba | Salto con l'asta | Bronzo    | 3,70 m      |      |
| 2009 | Giochi della Francofonia | Beirut      | Salto con l'asta | 9ª        | 3,30 m      |      |
| 2010 | Campionati africani      | Nairobi     | Salto con l'asta | Argento   | 3,50 m      |      |

## Altre competizioni internazionali
2010
- 7ª in Coppa continentale ( Spalato), salto con l'asta - 3,40 m